# 周良辅
周良辅（1941年7月27日—），汉族，祖籍福建古田县。中华人民共和国医学家，复旦大学附属华山医院神经外科主任、神经病理研究所副所长，中国工程院医药卫生学部院士，第十一届全国政协委员。

## 生平
1941年出生于海南省海口市，生长于广东。1959年，考入上海第一医学院医学系。1965年，毕业分配至华山医院普外科。1970年到脑外科。1985年，美国明尼苏达大学医院神经外科Fellow。
2008年，当选第十一届全国政协委员，代表医药卫生界，分入第四十六组。2009年当选为中国工程院院士。